# 高砂酒造 (北海道)
高砂酒造株式会社（たかさごしゅぞう）は、北海道旭川市にある酒造会社。日本酒が主力で、甘酒も生産している。日本清酒の関連会社。

## 概要
辛口清酒「国士無双」と創業以来の伝統と醸造技術を結集した「旭神威」などの銘酒があり、北海道内の酒造メーカーの中では屈指の特定名称酒比率になっている。忠別川流域の地下水を使用し、北海道産米の醸造に力を注いでいる。

## 沿革
1899年（明治32年）創業の「小檜山酒造店」が前身であり、小檜山鐵三郎が知り合いの酒造場から酒造道具一式を譲り受けて醸造業に着手したことに始まっている。1909年（明治42年）には酒蔵（現在の明治酒蔵部分）を建造。1926年（大正15年）に『全国新酒品評会』において北海道内初となる金賞を受賞し、1929年（昭和4年）には当時としては珍しい鉄筋コンクリート構造の酒造工場が竣工し、1935年（昭和10年）に壜詰工場を増設した。太平洋戦争が勃発すると戦時統制となる「企業整備令」によって「旭川酒類工業」第2工場として再編を余儀なくされたが、1949年（昭和24年）に旭川酒類工業から分離して再開した。1953年（昭和28年）に法人成りして株式会社となり、1965年（昭和40年）に石崎酒造と合併して社名を「高砂酒造」と改称した。1975年（昭和50年）発売の「国士無双」は全国的なヒット商品になり、広くその名が知れ渡ることになった。1990年（平成2年）には雪氷室（アイスドーム）搾りの大吟醸「一夜雫」を発売した（2016年最終販売）。1997年（平成9年）からは雪の中にタンクを埋めて封じ込め、100日間低温熟成させる雪中貯蔵を始めている。
しかし売上高は1999年（平成11年）の9.9億円をピークに低迷し焼酎や発泡酒のシェア拡大による日本酒需要の減少によりレストラン・OA機器販売などの系列会社を複数設立し事業多角化を図るも軒並み赤字となり、中でも2002年（平成14年）に傘下のゴルフ場「旭川メモリアルカントリークラブ」の倒産による多額の焦げ付きが会社を経営難に追い込み、出資金の大半が回収不能となり10億円以上の連帯債務を負うこととなり、2004年（平成16年）に「民事再生法」適用を申請した。2005年（平成17年）に日本清酒の子会社となった。

## 商品
国士無双
- 大吟醸 国士無双
- 特別純米 国士無双 烈
- 純米 国士無双
- 本醸造 国士無双
- 純米大吟醸 国士無双 あさひかわ
- 純米 国士無双 虚空
- 純米生貯蔵酒 国士無双
- 本醸造生貯蔵酒 国士無双
- 純米 ミニ菰樽

リキュール
- 国士無双 梅酒
- 国士無双 利尻昆布梅酒

季節限定酒
- 春うらら
- 大雪
- ひやおろし
- 新酒しぼりたて
- 新酒にごり
- 夏の生
- 雪のゆりかご

北海道産米酒
- 法螺吹（ほらふき）
- 風のささやき
- 大法螺（おおぼら）

北海道の酒
- 純米大吟醸酒 氷温貯蔵 旭神威
- 大吟醸酒 氷温貯蔵 旭神威
- 純米吟醸 大雪

## 明治酒蔵
1909年（明治42年）建築の酒蔵であり、製造・瓶詰め・貯蔵・販売といった一連の作業と商いが行われていた。1997年（平成9年）から一般開放を行っており、歴史的建造物とアンテナショップの機能を併せ持つ酒蔵になった。
- 営業時間：9:00 - 17:30
- 直営売店
- 工場見学
  - 見学時間帯：10:00、15:00（1回10名限定）
  - 案内工程：蒸米機→放冷機→麹室→タンク室→貯蔵室

## アクセス
宮下通沿いに位置している。
- 旭川電気軌道「1の15」バス停下車
- 北海道旅客鉄道（JR北海道）旭川駅から車で約5分、徒歩約15分
- 旭川空港から車で約30分

## 参考資料
- “オンリーワンストーリー 歴史”.   高砂酒造. 2017年6月28日閲覧。
- “高砂酒造〜歴史背景”. 地酒蔵元会. 2017年6月28日閲覧。